# Olaus Magnus
Olaus Magnus (říjen 1490, Skeninge – 1. srpen 1557, Řím) byl švédský spisovatel, historik, zeměpisec, kartograf, katolický duchovní.
Vlastním jménem Olaf Månsson Store, pocházel ze šlechtické rodiny Store - Magnus je překlad tohoto jména do latiny. Studoval v Německu. Od roku 1544 byl formálně uppsalským arcibiskupem (předchůdcem v této funkci byl jeho bratr Johannes), ovšem post držel již jen z římského exilu, bylo to v době švédského příklonu k reformaci. V letech 1545-1549 se zúčastnil Tridentského koncilu. Během svého pobytu v Benátkách, roku 1539, vytvořil nejznámější středověkou mapu severní Evropy nazvanou Carta marina et descriptio septentrionalium terrarum ac mirabilium rerum. Jakousi pozdně středověkou encyklopedií Severní Evropy, o 22 dílech, je jeho slavná práce Historia de gentibus septentrionalibus, dílo obsahuje hlavně souhrn kuriozit a historek, často smyšlených, jako popis sobů se třemi parohy, zprávy o vlkodlacích nebo o vlaštovkách přezimujících v bahně a v zamrzlých jezerech..